# 克里斯蒂安·卡尔·约西亚斯·冯·本森
克里斯蒂安·卡尔·约西亚斯·冯·本森（Christian Karl Josias von Bunsen，1791年8月25日—1860年11月28日）也作本森男爵、博森、本生，是一位开明的普鲁士外交官、学者、神学家，支持德意志立宪运动，在当时的教会政治中负有盛名。

## 生平
克里斯蒂安·本森曾在德意志各大学攻读多种语言、神学和法律。1816年其导师巴特霍尔德·格奥尔格·尼布尔被任命为普鲁士驻梵蒂冈公使，本森随其来到罗马，并于1924年接任这一职务。期间本森与其英国妻子弗朗西丝·本森一起将普鲁士公馆打造成罗马德国文化圈的中心，他还帮助创建了考古学会。因其试图解决普鲁士和教皇之间关于异族通婚的矛盾而与教皇格雷戈里十六世发生冲突，于1838年被召回。在短暂担任驻瑞士公使（1839-41年）后，本森被任命为驻英国公使，这是当时普鲁士外交部门最重要的职位。在伦敦，他致力于加强英国和普鲁士之间的合作，在德意志1848-1849年革命期间支持君主立宪制，试图缓和两个大国在石勒苏益格-荷尔斯泰因问题上的紧张关系，并试图在克里米亚战争爆发后将普鲁士纳入西方联盟。普鲁士法院反对反俄联盟的保守派在1854年强迫他免职。
他出版过许多重要的科学和宗教著作，其中最著名的是《时代的标志》（Die Zeichen der Zeit，2卷，1855），在欧洲政局激烈动荡的时代捍卫了宗教信仰和人身自由。